# Белинь
Бели́нь (рос. Белынь) — село у складі Пачелмського району Пензенської області, Росія.
Населення — 305 осіб (2010; 412 у 2002).
Національний склад станом на 2002 рік:
- росіяни — 95 %